# Gosen, Egypten

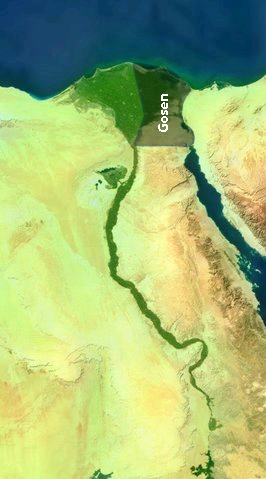
Karta över Egypten med Gosen markerat.

Gosen eller Goshen (fornegyptiska Kesem; hebreiska גֹּשֶׁן) är en del av norra Egypten, belägen i sydöstra delen av Nildeltat.
Folkgruppen hyksos började att bosätta sig i Gosen på 1900-talet f.Kr. De hade här sitt starkaste fäste fram till cirka 1550 f.Kr.
Gosen omnämns i Första Moseboken i Gamla Testamentet som det område som Egyptens farao gav som boplats till Josef och hans bröder.
På grund av att det var ett fruktbart område och enligt Bibeln låg i den bästa delen av landet har Gosen blivit en sinnebild för ett rikt välsignat land.